# 오스트셰슈프군

비엘코폴스카주 지도에 표시된 오스트셰슈프군의 위치

오스트셰슈프군(폴란드어: powiat ostrzeszowski)은 폴란드 비엘코폴스카주에 위치한 군으로 군청 소재지는 오스트셰슈프이며 면적은 772.37km2, 인구는 54,490명(2006년 기준), 인구 밀도는 71명/km2이다.
북쪽으로는 칼리시군, 동쪽으로는 우치주 시에라츠군, 남동쪽으로는 우치주 비에루슈프군, 남쪽으로는 켕프노군, 서쪽으로는 돌니실롱스크주 올레시니차군, 북서쪽으로는 오스트루프군과 접한다. 7개 지방 자치체(3개 도시형 농촌, 4개 농촌)를 관할한다.

군기
군 문장